# نیروگاه پیران
سد و نیروگاه پیران شامل یک نیروگاه روزمینی با ظرفیت نصب ۸/۴ مگاوات می‌باشد که در استان کرمانشاه، در شهرستان سرپل‌ذهاب بر روی رودخانه ریجاب  و در ۳۲ درجه و ۲۵ دقیقه الی ۳۴ درجه و ۳۰ دقیقه عرض جغرافیایی و ۴۵ درجه و ۵۵ دقیقه الی ۴۶ درجه و ۵ دقیقه طول جغرافیایی  احداث گردیده است. این نیروگاه جزو طرح نیروگاه‌های آبی کوچک و متوسط متعلق به شرکت توسعه منابع آب و نیروی ایران بوده که در تاریخ ۳ آذر ۱۳۹۰ بهره‌برداری از آن آغاز گشته است. عملیات ساخت سد و نیروگاه پیران ۳ سال و ۷ ماه طول کشید و برای اجرای آن ۱۶۸ میلیارد ریال سرمایه گذاری شده‌است.

## تاریخچه
- در طول سال‌های ۱۳۶۸ تا ۱۳۷۰ مطالعات فاز یک توسط شرکت پژوهش نیرو صورت گرفت؛
- در سال ۱۳۷۷ نقشه برداری (فاز دوم) توسط شرکت خدمات مهندسی جهاد، بازنگری فاز یک و مطالعات فاز ۲ توسط شرکت پارس پیاب انجام شد؛
- در سال ۱۳۷۸ مباحث ژئوتکنیکی طرح توسط شرکت بن پژوه انجام شد؛
- در سال ۱۳۷۹ نقشه برداری (فاز دوم) توسط شرکت پارس پیاب تکمیل گشت؛
- در سال ۱۳۸۳ برگزاری مناقصه و تعیین پیمانکار اجرایی پروژه می‌بایست صورت می‌گرفت (که با توجه به عدم تأمین ضمانت نامه‌های لازم از جانب پیمانکار ناگزیر قرارداد منعقد نگردید)؛
- در سال ۱۳۸۶ بررسی و بازنگری مشخصات فنی اسناد مناقصه پروژه توسط مشاور سکو و برگزاری مناقصه و انتخاب پیمانکار انجام شد؛ و
- در ۱۷ فروردین ۱۳۸۷ عملیات اجرایی پروژه آغاز گردید و در تاریخ ۳ آذر ۱۳۹۰ افتتاح گردیده و در حال بهره‌برداری می‌باشد.[۱]

## نحوه عملکرد
رییس گروه مطالعات ساز و کار توسعه پاک شرکت آب و نیروی ایران نیروگاه پیران به عنوان اولین پروژه برق آبی کشورمان به گفته وی پس از انجام آخرین مرحله اعتباریابی پروژه ساز و کار توسعه پاک نیروگاه برق آبی پیران آغاز می‌شود.
مطالعات سی.دی.ام این نیروگاه از دی سال ۸۹ با مشارکت شرکت‌های مهندسی طرح و توسعه راهبرد انرژی و مهندسین مشاور سازه پردازی ایران با همکاری شرکت اکوشور فرانسه شروع شد و پس از جمع‌آوری اطلاعات عمومی، فنی و اقتصادی و بازنگری مطالعات مالی، تهیه سند طراحی پروژه انجام شد. اعتباریابی این پروژه در ژوئن سال ۲۰۱۱ توسط شرکت ایتالیایی رینا آغاز شد. در شهریور سال ۹۰ مطالعات سی.دی.ام پروژه پیران با هدف کاهش انتشار گازهای گلخانه‌ای سازمان حفاظت محیط زیست ایران به عنوان مرجع صلاحیت‌دار ملی نیز قرار گرفت. این پروژه  در راستای پیمان کیوتو و در راستای جلوگیری از گرم شدن کره زمین و نیز تعهداتی که کشورهای دنیا در خصوص کاهش انتشار گازهای گلخانه‌ای دارند،  با همکاری سازمان ملل متحد و ثبت آن در این سازمان صورت گرفته‌است.

## جزییات نیروگاه سد
| هدف                                        | هدف                     |
| ------------------------------------------ | ----------------------- |
| تولید سالیانه ۴۰ میلیون کیلووات ساعت انرژی |                         |
| مشخصات نیروگاه                             |                         |
| نوع نیروگاه                                | جریانی روزمینی          |
| ظرفیت نصب                                  | ۸/۴ مگاوات              |
| نوع شبکه                                   | سراسری                  |
| نوع توربین                                 | پلتون                   |
| تعداد واحد                                 | ۲                       |
| قدرت ژنراتور                               | ۵ مگاولت آمپر           |
| ولتاژ خروجی ژنراتور                        | ۶/۳ کیلوولت             |
| فرکانس                                     | ۵۰۰ هرتز                |
| دور ژنراتور                                | ۶۰۰ دور در دقیقه        |
| تعداد ترانسفورماتورهای اصلی                | ۲ دستگاه                |
| قدرت ظاهری ترانسفورماتور                   | ۵ مگاولت آمپر           |
| نسبت تبدیل                                 | ۲۰ به ۶/۳ کیلوولت       |
| کانال انتقال آب                            |                         |
| نوع                                        | بتنی مستطیلی و ذوزنقه‌ای |
| طول                                        | ۹۲۱۲ متر                |
| سیفون                                      |                         |
| طول سیفون                                  | ۱۶۵۵ متر                |
| قطر سیفون                                  | ۱/۱ متر                 |
| مخزن ذخیره                                 |                         |
| حجم                                        | ۵۰۰۰۰ متر مکعب          |
| پنستاک                                     |                         |
| تعداد                                      | ۱ رشته                  |
| جنس                                        | فولادی                  |
| طول                                        | ۹۶۳ متر                 |
| پانویس                                     |                         |